# Aleandro Rosi
Aleandro Rosi (Roma, 17 de maio de 1987) é um futebolista italiano que atua como lateral-direito. Atualmente, joga pelo Genoa.

## Ligação externa
- Perfil no tutto calciatori